# Rise Wrestling
Pour les articles homonymes, voir Rise.
Rise Wrestling (ou simplement RISE) est une fédération et une école de catch (lutte professionnelle) féminin américaine fondée par Kevin Harvey et basée à Napierville dans l'Illinois. Elle est créée en 2016 et a pour but de mettre en avant de jeunes catcheuses.

## Histoire
Avant de créer Rise Wrestling, Kevin Harvey est annonceur de ring à la Shimmer Women Athletes en plus d'aider à l'organisation des spectacles. En 2016, il décide de créer sa propre fédération, la Rise Wrestling, une fédération et une école de catch. Le premier spectacle RISE 1: Ignite a lieu le 10 novembre, en plus de ce spectacle la RISE propose durant deux jours des sessions d’entraînements auprès de Colt Cabana et Sweet Saraya. Ce jour-là, Angel Dust devient la première championne Phoenix of RISE après sa victoire face à Britt Baker, Delilah Doom et Kate Carney en finale d'un tournoi.
Le 27 janvier 2017 a lieu RISE 2: Ascent en Californie en partenariat avec l'Alternative Wrestling Show. Début août, la RISE annonce un partenariat avec les fédérations britannique Bellatrix Female Warriors (en) et World Association of Wrestling pour l'organisation d'un spectacle à Norwich diffusé en paiement à la séance sur internet.
Fin février 2018, la Rise Wrestling noue un partenariat avec l'Impact Wrestling pour l'organisation de futures spectacles et l'utilisation de catcheuses. Le 31 juillet, la Rise Wrestling lance sa chaîne Twitch.
| Nom                            | Championne (s)                | Date de victoire | Réf   |
| ------------------------------ | ----------------------------- | ---------------- | ----- |
| Phoenix of RISE Championship   | Kylie Rae                     | 29 mars 2019     | [ 8 ] |
| Guardians of RISE Championship | Jessicka Havok et Nevaeh (en) | 29 mars 2019     | [ 8 ] |